# Digama sagittata
Digama sagittata är en fjärilsart som beskrevs av M.Gaede 1926. Digama sagittata ingår i släktet Digama och familjen björnspinnare. Inga underarter finns listade i Catalogue of Life.